# Giulietto Chiesa
Giulietto Chiesa (Acqui Terme, provincia de Alessandria, Piamonte - 4 de septiembre de 1940 - 26 de abril de 2020) fue un periodista y político italiano.

## Carrera política
Fue elegido eurodiputado en 2004 por la lista Di Pietro - Occhetto, società civile, en la circunscripción Noroeste de Italia (Piamonte, Valle de Aosta y Liguria) y es presidente de la asociación MegaChip, una ONG que considera que la concentración de los medios de comunicación es una grave amenaza para la democracia.